# Plocamaphis martini
Plocamaphis martini är en insektsart som beskrevs av Richards 1963. Plocamaphis martini ingår i släktet Plocamaphis och familjen långrörsbladlöss. Inga underarter finns listade i Catalogue of Life.